# Eubaphe hesperina
Eubaphe hesperina là một loài bướm đêm trong họ Geometridae.